# توم لان
توم لان (بالإنجليزية: Tom Lane)‏ هو مهندس وعالم حاسوب ومبرمج أمريكي، ولد في 18 سبتمبر 1955 في مدريد في إسبانيا.